# Kazimierz Sichulski
Kazimierz Sichulski (* 17. Januar 1879 in Lemberg; † 6. November 1942 ebenda) war ein polnischer Maler, Zeichner und Hochschullehrer. Er war ein Repräsentant der Kunstbewegung Młoda Polska.

## Leben
Sichulski studierte von 1900 bis 1908 an der Akademie der Bildenden Künste in Krakau unter Leon Wyczółkowski, Józef Mehoffer und Stanisław Wyspiański. Unterbrochen wurde das Studium in Krakau durch einen Aufenthalt in der Kunstgewerbeschule des Österreichischen Museums für Kunst und Industrie unter Anton von Kenner. Außerdem bildete er sich auf Reisen nach Dresden, Florenz, München, Paris, Rom und Venedig fort.

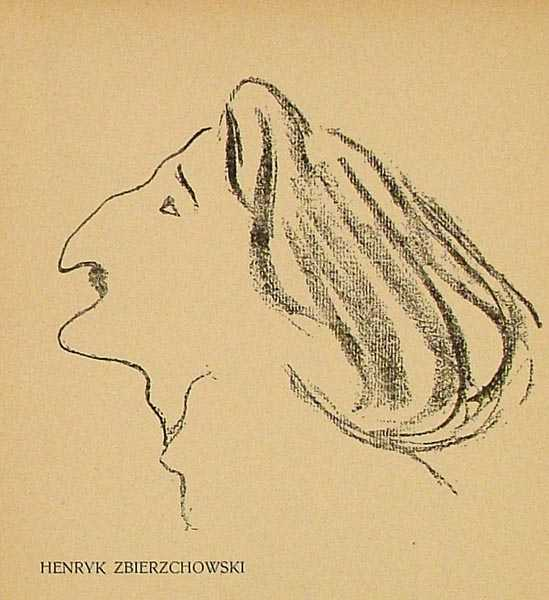
Sichulskis Zeichnung des Lemberger Poeten Henryk Zbierzchowski (1881–1942)

Erstmals wurden seine Bilder 1903 von der Krakauer Gesellschaft der Freunde der Schönen Künste ausgestellt. In den Jahren 1903 bis 1905 arbeitete er als Zeichner bei der satirischen Zeitschrift „Liberum Veto“ und ab 1905 wirkte er beim Kabarett „Zielony Balonik“ mit. 1907 zog er wieder nach Lemberg. Während des Ersten Weltkriegs kämpfte er bei den Polnischen Legionen. Von 1920 bis 1930 war er Professor an der Staatlichen Gewerbeschule in Lemberg und von 1930 bis 1939 an der Kunstakademie in Krakau.
Sichulski war Mitglied der Künstlervereinigung „Sztuka“ sowie der Wiener Gruppe Hagenbund. Er malte vorwiegend Genreszenen. Sie und seine Karpatenlandschaften hatten in europäischen Galerien großen Erfolg. Seit seinem ersten Besuch im Winter 1915 bei den Huzulen war er fasziniert von deren Folklore und Riten. Wie auch bei seinen Malerkollegen Władysław Jarocki und Fryderyk Pautsch floss diese lebensbejahende Lebensweise in viele seiner farbenfrohen Bilder ein. Die drei Maler wurden deshalb oft auch als „Die Huzulen“ bezeichnet. Nicht die vornehme Eleganz Krakaus, sondern die Vitalität und Ursprünglichkeit des Landlebens im Tatravorland waren sein Sujet.
International wurden seine Bilder in München (1905), Venedig (1907, 1910, 1914 und 1932), Rom (1911 und 1934), Berlin (1914 und 1937), Paris (1923, 1930 und 1931), Budapest (1926), Pittsburgh (1926), Helsinki und Stockholm (1927) gezeigt. Im Jahr 1938 erhielt Sichulski die Auszeichnung „Złoty Wawrzyn Akademicki“ der Polska Akademia Literatury für seinen herausragenden Beitrag zur polnischen Kunst. Seine Frau war die Krakauer Theaterschauspielerin Bronisława Rudlicka.